# تام برویس
تام برویس (انگلیسی: Tom Brewis; ۲۱ آوریل ۱۹۰۷ – ۵ آوریل ۱۹۷۵) بازیکن فوتبال اهل بریتانیا بود.
از باشگاه‌هایی که در آن بازی کرده‌است می‌توان به باشگاه فوتبال نیوپورت (جزیره وایت)، باشگاه فوتبال یورک سیتی، و باشگاه فوتبال ساوت‌همپتون اشاره کرد.